# Grand-Place de Tourcoing
Pour les articles homonymes, voir Grand-Place (homonymie).
La Grand-Place est une place de type grand-place située au centre de la ville de Tourcoing, dans le département français du Nord en région Hauts-de-France.

## Histoire

### Origines et Moyen Âge
Lors de fouilles archéologiques, des traces de structures gallo-romaines sont apparues sous la place.
La place s'appelait « Grand Marché » (du néerlandais : Grote Markt) ou « place du Marché » jusqu'à la révolution.
Le plan de Sanderus du XVIIe siècle montre la grand place avec des maisons autour du grand Marché, et quelques rues comme la rue du Haze, la rue de Tournai ou la rue des Récollets (rue Saint-Jacques de nos jours).
Plusieurs incendies sont signalés, notamment en 1607 et 1613. Un nouvel incendie a détruit la plupart des maisons de la Grand Place en 1711.

### Époque contemporaine
Jusqu'en 1900, la place se limitait au no 33. La maison Odoux-Duthoit était installée au coin de la grand-place jusqu'en 1978.
Jean de Surmont, l'ami de Pierre de Guethem, occupa le no 2 de la place.

## Description

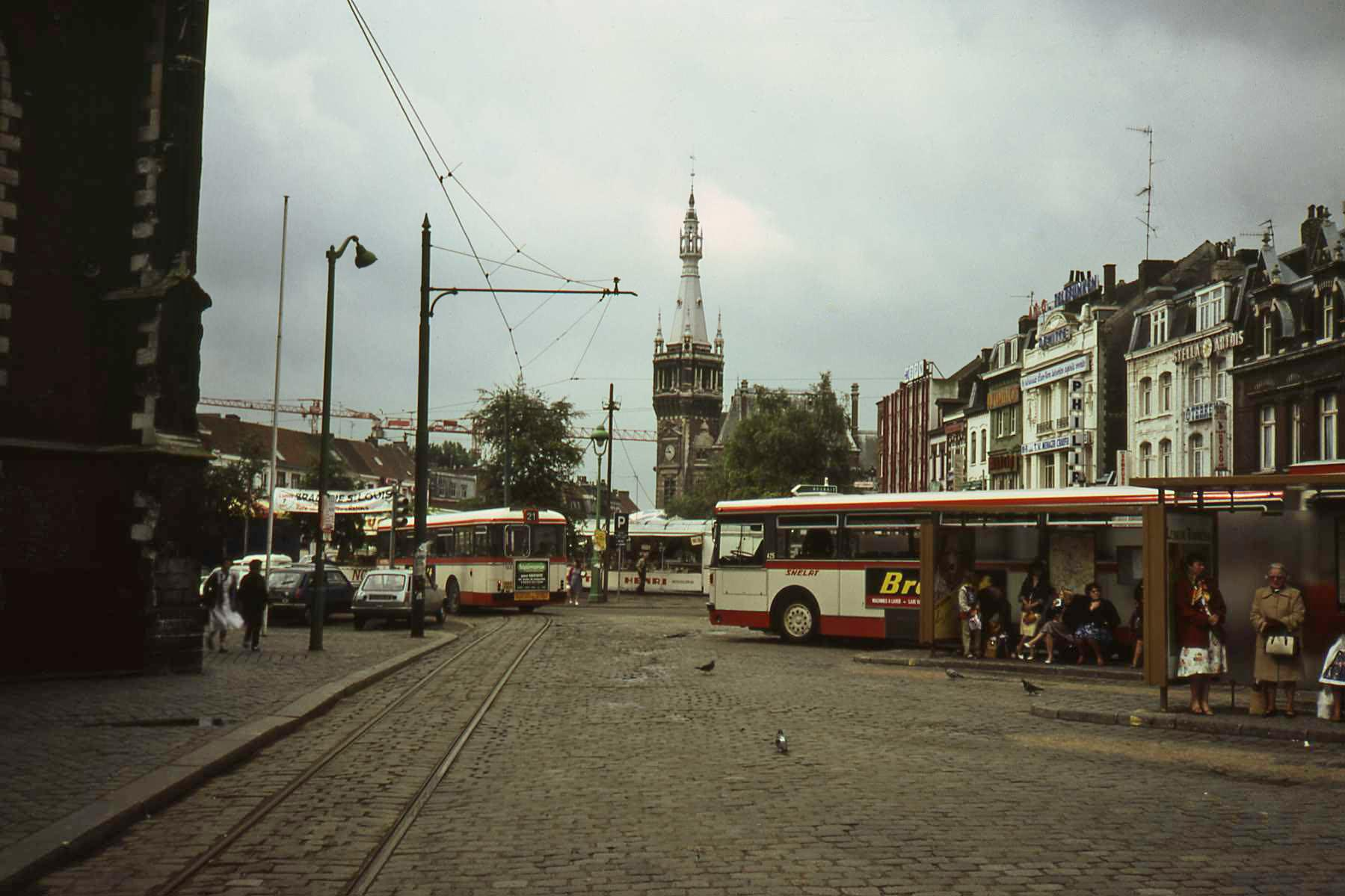
La Grand Place avec ses trolleybus en 1981

Sur le côté est de la place se trouve l'église Saint-Christophe de Tourcoing. La rue de Lille débute à l'angle sud-ouest de la place.
Le no 6 de la place est une maison du XVIIe siècle. Le millésime 1764 apparaît sur la maison voisine.
Au no 14 naquit en 1849 le poète Jules Watteeuw.